# Djer
Djer (Nom d'Horus: Horus-Djer; nom de nebti: Iti; nom d'Horus d'or: Ninebu; nom de Nesut-Biti: Itit; nom grec donat per Manethó Kenkenes) fou el tercer faraó de la primera dinastia de l'antic Egipte. Fou fill d'Aha i de la princesa Khenthap (Hent). Va residir a la capital, Memfis, on va fer bastir un palau i va governar durant 50 anys. Va combatre els anomenats hikses al Sinaí.
Es va casar amb Merneith i Nakhneith. El seu complex mortuori a Abidos és anomenat l'autèntica tomba del déu Osiris. Fills seus foren, probablement, Djet (possible successor) i Meritneith.
S'ha trobat una inscripció seva a Wadi Halfa, al sud de la primera cascada del Nil. Altres transcripcions del seu nom: Ata, Atet, Ati, Cencenes, Dje, Djer, Dye, It, Itet, Iteti, Itti, Ity, Khent, Khentta, Sekhti, Tchetat, Ti, They, Ty, Zar.
Fou un faraó de la dinastia VII o la dinastia VIII de l'antic Egipte, que va governar a Memfis. Iti fou el seu nom de naixement; el seu nom de regnat no es coneix.